# Julio Purrán
Julio Purrán fue un luchador profesional argentino, personificó a Coreano sun en el programa de televisión Titanes en el Ring. En 1973 participó en la película Titanes en el ring, dirigida por Leo Fleider.

## Carrera
Julio Purrán nació en Buenos Aires, saltó a la fama hacia fines de los años 60 personificando a El Coreano sun, en el programa televisivo Titanes en el Ring, que se emitía por Canal 9.
Purrán formó parte de la lista de personajes orientales que habían sido creados por Martín Karadagián, incluyendo a El Samurai personificado por Juan Levy Rodríguez y Ulus el mongol interpretado por el actor y luchador profesional Juan Domingo Vera.